# 阮长耿
阮长耿（1939年8月14日—），上海人，中国血液学专家，中国工程院院士。

## 生平
1964年毕业于北京大学，获学士学位。1981年毕业于法国巴黎第七大学，获博士学位。1997年当选为中国工程院院士。

## 荣誉

### 外国勋章奖章
- 国家功绩骑士勋章（法国，1994年）
- 国家功绩军官勋章（法国，2011年6月11日于法国驻上海总领事官邸颁发[2]）